# Webb City (Misuri)
Webb City es una ciudad ubicada en el condado de Jasper en el estado estadounidense de Misuri. En el Censo de 2010 tenía una población de 10996 habitantes y una densidad poblacional de 491,84 personas por km².

## Geografía
Webb City se encuentra ubicada en las coordenadas 37°8′28″N 94°28′3″O / 37.14111, -94.46750. Según la Oficina del Censo de los Estados Unidos, Webb City tiene una superficie total de 22.36 km², de la cual 22.36 km² corresponden a tierra firme y (0%) 0 km² es agua.

## Demografía
Según el censo de 2010, había 10996 personas residiendo en Webb City. La densidad de población era de 491,84 hab./km². De los 10996 habitantes, Webb City estaba compuesto por el 90.71% blancos, el 1.62% eran afroamericanos, el 1.46% eran amerindios, el 0.92% eran asiáticos, el 0.08% eran isleños del Pacífico, el 2.19% eran de otras razas y el 3.02% pertenecían a dos o más razas. Del total de la población el 4.94% eran hispanos o latinos de cualquier raza.